# Boddinstraße (metrostation)
Boddinstraße is een station van de metro van Berlijn, gelegen onder de Hermannstraße, nabij de kruising met de Boddinstraße en met de Flughafenstraße, in het Berlijnse stadsdeel Neukölln. Het metrostation opende op 17 juli 1927 als een van de eerste drie stations van lijn D, de huidige U8, waarvan het twee jaar lang het zuidelijke eindpunt was. De Boddinstraße is genoemd naar Hermann Boddin, die van 1899 tot zijn dood in 1907 burgemeester van Neukölln (toen nog Rixdorf geheten) was.
De bouw van lijn D, ook bekend als GN-Bahn (van Gesundbrunnen-Neukölln), verliep bepaald niet op rolletjes. Na de Eerste Wereldoorlog ging de AEG-Schnellbahn-AG, dochteronderneming van AEG en eigenaar van de nog in aanbouw zijnde lijn, failliet en werden de werkzaamheden stilgelegd. Het project verviel aan de stad Berlijn, die de bouw vanwege haar eigen financiële situatie pas in 1926 weer kon oppakken. In 1919 was de toen nog zelfstandige stad Neukölln, die een jaar later op zou gaan in Groot-Berlijn, in de Hermannstraße echter al begonnen met de bouw van een station: Boddinstraße.
Op 17 juli 1927 kon in het zuiden van de stad het eerste, slechts anderhalve kilometer lange traject Schönleinstraße - Hermannplatz - Boddinstraße in gebruik genomen worden. In kleine etappes werd de lijn vervolgens verlengd, eerst naar het noorden, en op 4 augustus 1929 naar het nieuwe eindpunt Leinestraße, één station ten zuiden van Boddinstraße. Een jaar later bereikte lijn D in het noorden station Gesundbrunnen en was het project voltooid.
Station Boddinstraße, een beschermd monument, werd zoals alle stations van de GN-Bahn ontworpen door Alfred Grenander en Alfred Fehse. Zij ontwikkelden een standaardtype voor de lijn, maar Boddinstraße wijkt hier, onder andere omdat het reeds in de jaren twintig in ruwbouw gereedkwam, op een aantal punten van af. Zo ligt het station, net als de nog voor de Eerste Wereldoorlog voltooide stations Bernauer Straße en Voltastraße, vlak onder het straatniveau, zodat de op lijn U8 gebruikelijke tussenverdiepingen ontbreken. Net als bij de stations van de Nord-Süd-U-Bahn (tegenwoordig deel van de U6 en de U7) leiden de uitgangen van station Boddinstraße dan ook rechtstreeks naar de middenberm van de bovenliggende straat. Ook de plaatsing van de zuilen (steeds twee dicht op elkaar) en de dakconstructie met dwarsbalken herinnert aan de (eveneens door Grenander en Fehse ontworpen) Nord-Süd-stations.
De aankleding van het station is echter een typisch voorbeeld van de GN-Bahn-architectuur. Zowel de metalen pilaren als de wanden worden gesierd door de ook in de andere stations op de lijn te vinden glanzende, vierkante tegels. De stations van de GN-Bahn kregen ieder een eigen herkenningskleur, die elkaar echter niet zoals op andere lijnen in een vaste volgorde werd toegewezen. In station Boddinstraße werden de wanden bekleed met lichtgrijze tegels, aan de boven- en onderkant afgesloten met een blauwe band; ook voor de pilaren werd de kleur blauw gekozen.
Het station is momenteel alleen bereikbaar via trappen, maar uiteindelijk moeten alle Berlijnse metrostations van een lift voorzien zijn. De inbouw van een lift in station Boddinstraße zal volgens de prioriteitenlijst van de Berlijnse Senaat pas na 2010 plaatsvinden.